# Coupe de France 1985/86
Der Wettbewerb um die Coupe de France in der Saison 1985/86 war die 69. Ausspielung des französischen Fußballpokals für Männermannschaften. In diesem Jahr meldeten 4.117 Vereine.
Nach Abschluss der von den regionalen Untergliederungen des Landesverbands FFF organisierten Qualifikationsrunden griffen im Zweiunddreißigstelfinale auch die 20 Erstligisten in den Wettbewerb ein. Die Spielpaarungen wurden für jede Runde frei ausgelost. Sämtliche Begegnungen bis auf die erste landesweite Runde und das Endspiel (jeweils nur eine Begegnung auf neutralem Platz, ggf. mit Verlängerung und Elfmeterschießen zur Ermittlung des Siegers) wurden in Hin- und Rückspielen ausgetragen. Hatten dabei beide Mannschaften eine gleich hohe Zahl von Treffern erzielt, gewann diejenige, die auf dem Platz des Gegners mehr Tore geschossen hatte. Stand es auch hierbei gleich, wurde zunächst das Rückspiel verlängert und anschließend – sofern erforderlich – ein Elfmeterschießen durchgeführt.
Den Pokal gewannen in diesem Jahr die Girondins Bordeaux; es war ihr zweiter Gewinn dieser Trophäe nach 1941. Dazwischen hatten die Girondins in sechs Endspielen gestanden und diese sämtlich verloren. Titelverteidiger AS Monaco musste schon in der Runde der letzten 64 die Segel streichen.
Erfolgreichster Amateurverein war der viertklassige Club Sportif aus dem lothringischen Blénod-lès-Pont-à-Mousson, der erst im Achtelfinale am späteren Finalisten Olympique Marseille scheiterte.

## Zweiunddreißigstelfinale
Spiele am 25./26. Januar 1986; die jeweilige Spielklassenzugehörigkeit wird mit D1 oder D2 für die beiden Profiligen, D3 für die dritte Division, D4 für die landesweite sowie DH bzw. DHR („Division d’Honneur“ bzw. „Division d’Honneur Régionale“) für die obersten regionalen Amateurspielklassen angegeben.
| - RC Paris D2 – INF Vichy D3 2:0 - RC Strasbourg D1 – AS Nancy D1 2:1 - OGC Nizza D1 – ES Mont-de-Marsan D3 4:2 - FC Mulhouse D2 – Stade Reims D3 2:1 n. V. - Stade Rennes D1 – Amicale Lucé D4 5:3 - AS Red Star D2 – SM Caen D2 1:0 - CS Blénod D4 – FC Châlon D3 2:0 - Paris Saint-Germain D1 – FCO Dijon D3 2:0 - FC Rouen D2 – AS Creil D3 4:0 - AS Moulins D4 – SC Abbeville D2 3:1 - FC Sète D2 – AS Aix D4 2:0 - AS Évry DHR – Sporting Toulon D1 1:0 - US Concarneau D3 – US Montagnarde D3 3:2 - EAC Chaumont D2 – AS Tarentaise DH 2:0 - OSC Lille D1 – US Melun D3 2:1 n. V. - FC Sochaux D1 – FC Metz D1 2:1 | - FC Limoges D2 – FC Nantes D1 2:2 n. V. (4:3 i. E.) - AS Beauvais-Marissel D2 – AS Strasbourg D4 2:1 n. V. - AJ Auxerre D1 – US Pont-l'Abbé D4 3:0 - FC Tours D2 – Stade Quimper D2 1:0 - Le Havre AC D1 – AS Monaco D1 2:1 - Montpellier La Paillade SC D2 – Olympique Avignon D3 2:2 n. V. (4:3 i. E.) - ES Cressé DH – Olympique Alès D2 0:0 n. V. (3:1 i. E.) - Stade Laval D1 – Arin Saint-Jean-de-Luz DH 1:0 - Indépendante Pont-Saint-Esprit DH – CO Le Puy D2 0:0 n. V. (4:2 i. E.) - CS Meaux D3 – SO Chambéry DH 1:0 - Olympique Marseille D1 – FC Montauban D3 3:2 - Brest Armorique FC D1 – AEPB La Roche-sur-Yon D3 3:1 - Girondins Bordeaux D1 – FC Toulouse D1 2:0 - RC Lens D1 – FCM Garges-les-Gonesse DH 3:0 - SEC Bastia D1 – Stade Rodez D3 0:0 n. V. (5:3 i. E.) - SCO Angers D2 – GS Saint-Sébastien-sur-Loire DH 2:0 |

## Sechzehntelfinale
Hinspiele am 14. bis 16., Rückspiele zwischen 19. und 25. Februar 1986
| - Stade Laval D1 – SCO Angers D2 0:0, 2:1 - OGC Nizza D1 – FC Mulhouse D2 0:1, 1:1 - AS Red Star D2 – Girondins Bordeaux D1 0:1, 0:1 - Paris Saint-Germain D1 – Montpellier La Paillade SC D2 2:1, 1:1 - ES Cressé DH – RC Paris D2 0:4, 0:2 - Indépendante Pont-Saint-Esprit DH – Olympique Marseille D1 0:0, 0:2 n. V. - US Concarneau D3 – FC Limoges D2 1:1, 0:1 - AS Beauvais-Marissel D2 – RC Lens D1 1:2, 1:1 | - AJ Auxerre D1 – FC Sochaux D1 1:0, 1:0 - Le Havre AC D1 – Stade Rennes D1 2:1, 0:1 - FC Sète D2 – CS Blénod D4 0:3, 0:0 - AS Évry DHR – FC Tours D2 0:0, 0:3 - RC Strasbourg D1 – CS Meaux D3 3:0, 1:2 - OSC Lille D1 – Brest Armorique FC D1 1:1, 2:4 - SEC Bastia D1 – EAC Chaumont D2 4:1, 0:3 - AS Moulins D4 – FC Rouen D2 1:4, 0:2 |

## Achtelfinale
Hinspiele am 4. und 11., Rückspiele am 18. März 1986
| - Stade Laval D1 – RC Paris D2 1:0, 0:3 - Paris Saint-Germain D1 – FC Mulhouse D2 1:0, 2:1 - FC Limoges D2 – RC Lens D1 3:4, 1:4 - Olympique Marseille D1 – CS Blénod D4 3:0, 1:1 | - RC Strasbourg D1 – FC Tours D2 0:0, 0:3 - Brest Armorique FC D1 – AJ Auxerre D1 2:4, 0:1 - EAC Chaumont D2 – Girondins Bordeaux D1 0:0, 0:5 - FC Rouen D2 – Stade Rennes D1 1:1, 0:2 |

## Viertelfinale
Hinspiele am 29. März, Rückspiele am 1. und 8. April 1986
| - RC Paris D2 – Olympique Marseille D1 1:2, 1:1 - RC Lens D1 – Paris Saint-Germain D1 2:1, 0:2 | - FC Tours D2 – Girondins Bordeaux D1 0:1, 0:1 - AJ Auxerre D1 – Stade Rennes D1 1:1, 1:2 |

## Halbfinale
Hinspiele am 15., Rückspiele am 22. April 1986
| - Olympique Marseille D1 – Stade Rennes D1 1:0, 1:1 | - Paris Saint-Germain D1 – Girondins Bordeaux D1 1:1, 1:2 |

## Finale
Spiel am 30. April 1986 im Prinzenparkstadion in Paris vor 45.429 Zuschauern, zeitlich vorgezogen wegen der WM in Mexiko
- Girondins Bordeaux – Olympique Marseille 2:1 (1:1, 0:1) n. V.

### Mannschaftsaufstellungen
Girondins Bordeaux: Dominique Dropsy – Jean-Christophe Thouvenel, Alain Roche, Patrick Battiston, Gernot Rohr – René Girard, Jean Tigana, Alain Giresse , Thierry Tusseau – Bernard Lacombe (Laurent Lassagne, 64.), Uwe Reinders
Trainer: Aimé Jacquet
Olympique Marseille: Joseph-Antoine Bell – José Anigo, Jean-Pierre Bade, Jacques Bonnevay , Christophe Galtier – Antoine Martinez, Jean-Yves Francini, Jean-Louis Zanon (Jérôme Lorant, 103.), Kenneth Brylle Larsen – Abdoulaye Diallo, Michel Audrain (Éric Di Meco, 56.)
Trainer: Žarko Olarević
Schiedsrichter: Joël Quiniou (Paris)

### Tore
0:1 Diallo (45., per Elfmeter)

1:1 Tigana (52.)

2:1 Giresse (117.)

### Besondere Vorkommnisse
Dem späten Siegtreffer der Girondins – Giresse gelang ein perfekter Heber über Bell hinweg – ging ein vom Linienrichter auch angezeigtes, vom Schiedsrichter aber nicht geahndetes Foulspiel von Reinders gegen Bade voraus. L’Équipe charakterisierte das Finale mit den Worten: „Zwischen einer Bordeauxer Elf, die kräftemäßig vollkommen am Ende, und einer Marseiller Formation, die beherzt, aber technisch beschränkt war, konnte sich nur ein mittelmäßiges Spiel entwickeln. … Die Fehler Joël Quinious [benachteiligten beide Mannschaften]“.